# 1138
Il 1138 (MCXXXVIII in numeri romani) è un anno  del XII secolo.

## Eventi
- 22 gennaio - Un terremoto devasta Benevento.
- 22 agosto: Battaglia dello Stendardo - Nell'ambito dell'Anarchia inglese, le forze principalmente scozzesi guidate da Davide I di Scozia vengono respinte dalla coalizione Inglese.

## Nati
- Casimiro II di Polonia, sovrano polacco († 1194)
- Conan IV di Bretagna, conte († 1171)
- Michele Coniata, storico e vescovo ortodosso bizantino († 1222)
- Hōjō Tokimasa, politico giapponese († 1215)
- Saladino, sovrano e condottiero curdo († 1193)
- Valero di Bouvignes, religioso belga († 1199)

## Morti
- 25 gennaio - Antipapa Anacleto II, cardinale italiano
- 11 febbraio - Vsevolod di Pskov, principe russo (n. 1103)
- 19 febbraio - Irene Ducaena, imperatrice bizantina (n. 1063)
- 16 marzo - Tancredi d'Altavilla, politico normanno
- 11 maggio - Guglielmo di Warenne, II conte di Surrey, nobile britannico
- 27 maggio - Hadmar I di Kuenring, nobile austriaco
- 6 giugno - Al-Rashid, califfo (n. 1109)
- 22 agosto - Gospatric II di Lothian, nobile anglosassone
- 28 ottobre - Boleslao III di Polonia, duca polacca (n. 1086)
- Ibn Bajja, astronomo, filosofo e musicista arabo (n. 1095)
- Gerardo di Chiaravalle, religioso francese
- Ibn Khafaja, poeta arabo (n. 1058)
- Rodrigo Martínez, politico e militare spagnolo
- Pandolfo da Alatri, storico italiano
- Moses ibn Ezra, filosofo e linguista

## Calendario
| Calendario 1138 | Calendario 1138 | Calendario 1138 | Calendario 1138 | Calendario 1138 | Calendario 1138 | Calendario 1138 | Calendario 1138 | Calendario 1138 | Calendario 1138 | Calendario 1138 | Calendario 1138 | Calendario 1138 | Calendario 1138 | Calendario 1138 | Calendario 1138 | Calendario 1138 | Calendario 1138 | Calendario 1138 | Calendario 1138 | Calendario 1138 | Calendario 1138 | Calendario 1138 | Calendario 1138 | Calendario 1138 | Calendario 1138 | Calendario 1138 | Calendario 1138 | Calendario 1138 | Calendario 1138 | Calendario 1138 | Calendario 1138 | Calendario 1138 |
| --------------- | --------------- | --------------- | --------------- | --------------- | --------------- | --------------- | --------------- | --------------- | --------------- | --------------- | --------------- | --------------- | --------------- | --------------- | --------------- | --------------- | --------------- | --------------- | --------------- | --------------- | --------------- | --------------- | --------------- | --------------- | --------------- | --------------- | --------------- | --------------- | --------------- | --------------- | --------------- | --------------- |
|                 | 1               | 2               | 3               | 4               | 5               | 6               | 7               | 8               | 9               | 10              | 11              | 12              | 13              | 14              | 15              | 16              | 17              | 18              | 19              | 20              | 21              | 22              | 23              | 24              | 25              | 26              | 27              | 28              | 29              | 30              | 31              |                 |
| Gennaio         | Sa              | Do              | Lu              | Ma              | Me              | Gi              | Ve              | Sa              | Do              | Lu              | Ma              | Me              | Gi              | Ve              | Sa              | Do              | Lu              | Ma              | Me              | Gi              | Ve              | Sa              | Do              | Lu              | Ma              | Me              | Gi              | Ve              | Sa              | Do              | Lu              |                 |
| Febbraio        | Ma              | Me              | Gi              | Ve              | Sa              | Do              | Lu              | Ma              | Me              | Gi              | Ve              | Sa              | Do              | Lu              | Ma              | Me              | Gi              | Ve              | Sa              | Do              | Lu              | Ma              | Me              | Gi              | Ve              | Sa              | Do              | Lu              |                 |                 |                 |                 |
| Marzo           | Ma              | Me              | Gi              | Ve              | Sa              | Do              | Lu              | Ma              | Me              | Gi              | Ve              | Sa              | Do              | Lu              | Ma              | Me              | Gi              | Ve              | Sa              | Do              | Lu              | Ma              | Me              | Gi              | Ve              | Sa              | Do              | Lu              | Ma              | Me              | Gi              |                 |
| Aprile          | Ve              | Sa              | Do              | Lu              | Ma              | Me              | Gi              | Ve              | Sa              | Do              | Lu              | Ma              | Me              | Gi              | Ve              | Sa              | Do              | Lu              | Ma              | Me              | Gi              | Ve              | Sa              | Do              | Lu              | Ma              | Me              | Gi              | Ve              | Sa              |                 |                 |
| Maggio          | Do              | Lu              | Ma              | Me              | Gi              | Ve              | Sa              | Do              | Lu              | Ma              | Me              | Gi              | Ve              | Sa              | Do              | Lu              | Ma              | Me              | Gi              | Ve              | Sa              | Do              | Lu              | Ma              | Me              | Gi              | Ve              | Sa              | Do              | Lu              | Ma              |                 |
| Giugno          | Me              | Gi              | Ve              | Sa              | Do              | Lu              | Ma              | Me              | Gi              | Ve              | Sa              | Do              | Lu              | Ma              | Me              | Gi              | Ve              | Sa              | Do              | Lu              | Ma              | Me              | Gi              | Ve              | Sa              | Do              | Lu              | Ma              | Me              | Gi              |                 |                 |
| Luglio          | Ve              | Sa              | Do              | Lu              | Ma              | Me              | Gi              | Ve              | Sa              | Do              | Lu              | Ma              | Me              | Gi              | Ve              | Sa              | Do              | Lu              | Ma              | Me              | Gi              | Ve              | Sa              | Do              | Lu              | Ma              | Me              | Gi              | Ve              | Sa              | Do              |                 |
| Agosto          | Lu              | Ma              | Me              | Gi              | Ve              | Sa              | Do              | Lu              | Ma              | Me              | Gi              | Ve              | Sa              | Do              | Lu              | Ma              | Me              | Gi              | Ve              | Sa              | Do              | Lu              | Ma              | Me              | Gi              | Ve              | Sa              | Do              | Lu              | Ma              | Me              |                 |
| Settembre       | Gi              | Ve              | Sa              | Do              | Lu              | Ma              | Me              | Gi              | Ve              | Sa              | Do              | Lu              | Ma              | Me              | Gi              | Ve              | Sa              | Do              | Lu              | Ma              | Me              | Gi              | Ve              | Sa              | Do              | Lu              | Ma              | Me              | Gi              | Ve              |                 |                 |
| Ottobre         | Sa              | Do              | Lu              | Ma              | Me              | Gi              | Ve              | Sa              | Do              | Lu              | Ma              | Me              | Gi              | Ve              | Sa              | Do              | Lu              | Ma              | Me              | Gi              | Ve              | Sa              | Do              | Lu              | Ma              | Me              | Gi              | Ve              | Sa              | Do              | Lu              |                 |
| Novembre        | Ma              | Me              | Gi              | Ve              | Sa              | Do              | Lu              | Ma              | Me              | Gi              | Ve              | Sa              | Do              | Lu              | Ma              | Me              | Gi              | Ve              | Sa              | Do              | Lu              | Ma              | Me              | Gi              | Ve              | Sa              | Do              | Lu              | Ma              | Me              |                 |                 |
| Dicembre        | Gi              | Ve              | Sa              | Do              | Lu              | Ma              | Me              | Gi              | Ve              | Sa              | Do              | Lu              | Ma              | Me              | Gi              | Ve              | Sa              | Do              | Lu              | Ma              | Me              | Gi              | Ve              | Sa              | Do              | Lu              | Ma              | Me              | Gi              | Ve              | Sa              |                 |